# Kraszowice (Świdnica)
Kraszowice (do 1945 niem. Kroischwitz (Kreis Schweidnitz)) – osiedle mieszkaniowe położone w południowej części Świdnicy.
Jest to peryferyjna, przemysłowa część miasta. Na jej terenie znajduje się szkoła, Zakłady Radiowe „Diora”, osiedle domków jednorodzinnych oraz nieczynna, zdewastowana stacja kolejowa Świdnica Kraszowice. Przez osiedle przepływa rzeka Bystrzyca. Osiedle jest dostatecznie skomunikowane z resztą miasta. Głównymi ulicami Kraszowic są ulice:
- Bystrzycka,
- Śląska,
- Kraszowicka

Dawniej samodzielna wieś i gmina jednostkowa. Od 1945 w Polsce, gdzie ustanowiła gromadę w gminie Bojanice w powiecie świdnickim w województwie wrocławskim. W związku z reformą administracyjną kraju jesienią 1954 Kraszowice włączono do Świdnicy.
W Kraszowicach znajdują się również liczne ogródki działkowe. Do miasta można się dostać autobusami świdnickiego MPK linii 50, 52, 30, 60.